# Britt Huybrechts
Britt Huybrechts, née le 8 février 1999 à Lommel, est une femme politique belge, membre du Vlaams Belang (VB).

## Biographie
Britt Huybrechts nait le 8 février 1999 à Lommel.
Aux élections législatives fédérales de 2024, Britt Huybrechts est élue à la Chambre des Représentants.